# اونتاش ناپیریشا

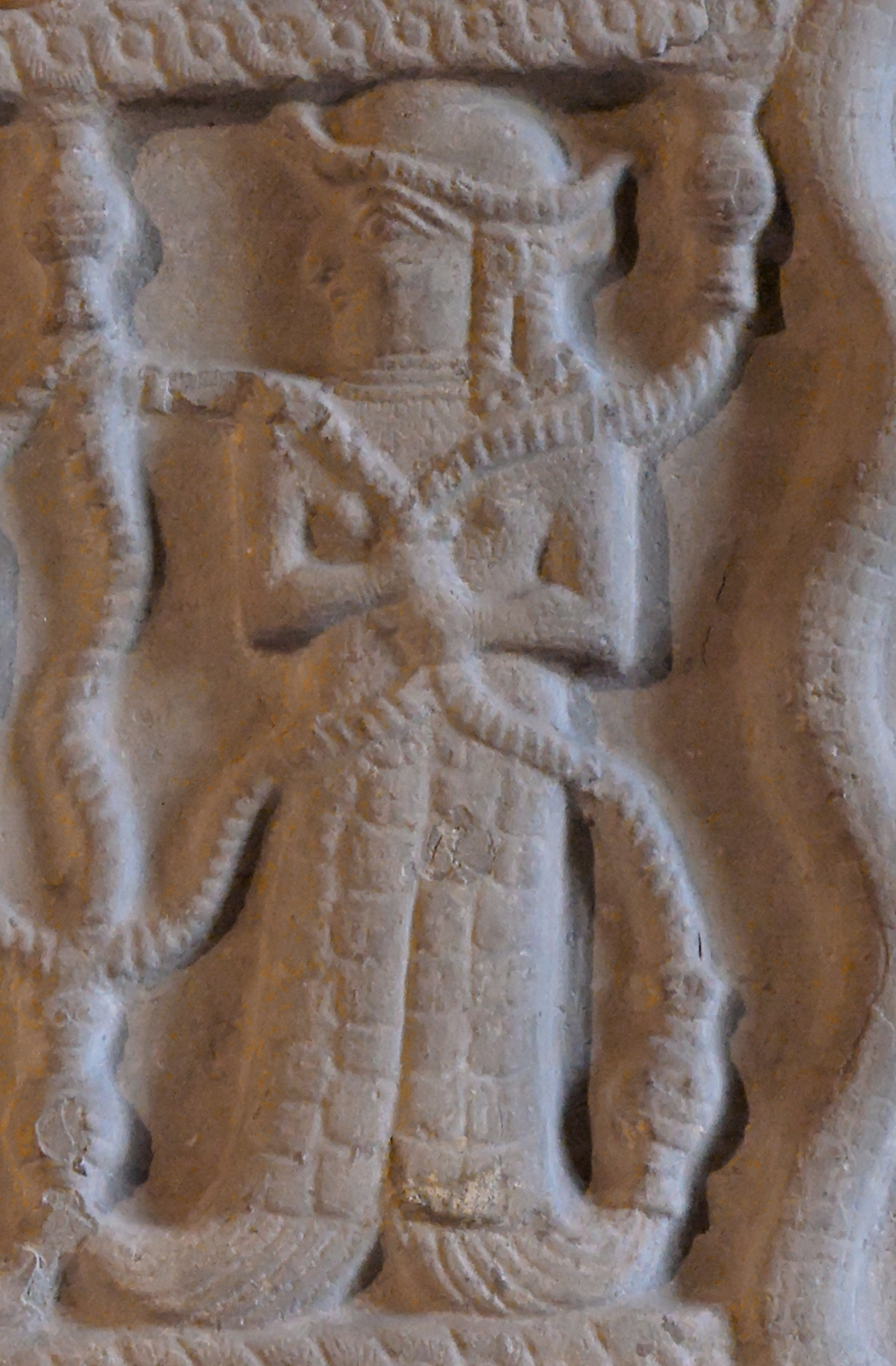
سنگ‌نگاره یادبود اونتاش ناپیریشا، از جنس ماسه‌سنگ، مربوط به ۱۳۴۰ تا ۱۳۰۰ پیش از میلاد، که در آن نقش زنی با دم ماهی دیده می‌شود که مارهایی در دست دارد. این ستون در سدهٔ دوازده پیش از میلاد از چغازنبیل به شوش آورده‌شده و هم‌اینک در موزه لوور قرار دارد.

اونتاش ناپیریشا یا اونتاش گال یا اونتاش هومبان (۱۲۷۵–۱۲۴۰ پیش از میلاد) پادشاه بزرگ ایلامی و بنیانگذار زیگورات چغازنبیل (دور اونتاش) (شهر اونتاش) است. او در کتیبه‌ای نام خود را به عنوان بر پا دارنده این زیگورات جاودانه کرده‌است. اونتاش گال نوهٔ پاهیر ایشان بنیانگذار این سلسلهٔ شاهی در ایلام بود.
وی نیز پدر کیدین هوتران دوم بود
او در سال ۱۲۶۵ قبل از میلاد، به حکومت ایلام رسید و شهری جدید به نام دور اونتاش۰ بنا کرد و در آن زیگورات برپا ساخت. اونتاش گال در این کتیبه به جز پرستش خدای اینشوشیناک اهداف دیگری را نیز برای ساخت زیگورات ذکر می‌کند، اما هنوز باستان شناسان نتوانسته‌اند به معنای دقیق جملات او پی‌ببرند. بسیاری معتقدند راز اهداف دیگر او از بنا کردن زیگورات در چهار بنای کوتاه استوانه‌ای شکل که در اطراف زیگورات قرار دارند نهفته‌است.
رومن گیرشمن دوران حکمرانی او را به مدت ۲۰ سال (۱۲۶۵–۱۲۴۵ پیش از میلاد) بنا بر فرضیه ذکر کرده‌است. بر روی ۶۵۰۰ آجر کتیبه‌داری که در چغازنبیل یافت شده‌است به جز نام این شاه نام شاه یا شاهزادهٔ دیگری دیده نمی‌شود.

## احیای ایلام
اونتاش ناپیریشا عامل تجدید حیات روحیه ملی ایلام و آزادسازی آن از سلطه بابل بود. با این وجود وی به بهره‌گیری از فرهنگ بین‌النهرین ادامه داد و احترامی مشابه با خدایان ایلامی را برای خدایان بابلی قائل شد و برای این خدایان نیز معابد و زیارتگاه‌هایی را وقف نمود.

همچنین در زمان حکومت اونتاش ناپیریشا، هنر ایلامی، به‌ویژه در معماری و کنده کاری به اوج خود رسید.

## معاصران
اونتاش ناپیریشا به احتمال زیاد هم عصر شاه آشوری شلمنسر دوم (۱۲۴۵–۱۲۷۴ پ. م) بوده‌است.

## زیگورات چغازنبیل
در زمان این پادشاه هنر ایلامی به‌خصوص در معماری و کنده کاری به اوج خود می‌رسد. این پادشاه شهری جدید به نام «دوراونتاش» را بر پا نموده و زیگورات عظیم چغازنبیل را در آن می‌سازد.
پادشاه در چند جمله اصول ساخت زیگورات و وقف آن را خلاصه می‌کند: «پس از آنکه مصالح ساختمانی را به‌دست آوردم، من در اینجا شهر اونتاش و حریم مقدس را بنا کردم. آن را در یک دیوار داخلی و یک دیوار خارجی محصور کردم. من معبد بلندی ساختم که شبیه آنچه شاهان پیشین ساخته بودند نبود و آن را برای خدا هومبان و خدا اینشوشیناک، حافظان حریم مقدس وقف کردم. باشد که ساختمان و زحمت کار من موقوف ایشان گردد. باشد که لطف و عدل هومبان و اینشوشیناک در اینجا برقرار بماند.»